# Алексеевка (Обуховский район)
Алексе́евка (укр. Олексіївка) — село в Мироновской городской общине Обуховского района Киевской области Украины.
Население по переписи 2001 года составляло 130 человек. Почтовый индекс — 09721. Телефонный код — 4561. Занимает площадь 0,5 км². Код КОАТУУ — 3220684402.